# Oehmea nelsonii
Oehmea nelsonii là một loài thực vật có hoa trong họ Cactaceae. Loài này được (Britton & Rose) Buxb. mô tả khoa học đầu tiên năm 1951.